# Communauté de communes Campagne-de-Caux
Die Communauté de communes Campagne-de-Caux (inoffizielle Schreibweise auch: Communauté de communes Campagne de Caux) ist ein französischer Gemeindeverband mit der Rechtsform einer Communauté de communes im Département Seine-Maritime in der Region Normandie. Sie wurde am 10. Dezember 1997 gegründet und umfasst 22 Gemeinden. Der Verwaltungssitz befindet sich im Ort Goderville.

## Mitgliedsgemeinden
| Gemeinde                                | Einwohner 1. Januar 2022 | Fläche km² | Dichte Einw./km² | Code INSEE | Postleitzahl |
| --------------------------------------- | ------------------------ | ---------- | ---------------- | ---------- | ------------ |
| Angerville-Bailleul                     | 184                      | 4,59       | 40               | 76012      | 76110        |
| Annouville-Vilmesnil                    | 449                      | 5,82       | 77               | 76021      | 76110        |
| Auberville-la-Renault                   | 451                      | 4,96       | 91               | 76033      | 76110        |
| Bec-de-Mortagne                         | 676                      | 11,94      | 57               | 76068      | 76110        |
| Bénarville                              | 262                      | 4,36       | 60               | 76076      | 76110        |
| Bornambusc                              | 243                      | 4,11       | 59               | 76118      | 76110        |
| Bréauté                                 | 1.363                    | 13,91      | 98               | 76141      | 76110        |
| Bretteville-du-Grand-Caux               | 1.373                    | 11,41      | 120              | 76143      | 76110        |
| Daubeuf-Serville                        | 396                      | 7,75       | 51               | 76213      | 76110        |
| Écrainville                             | 985                      | 12,82      | 77               | 76224      | 76110        |
| Goderville                              | 2.829                    | 7,98       | 355              | 76302      | 76110        |
| Gonfreville-Caillot                     | 397                      | 4,22       | 94               | 76304      | 76110        |
| Grainville-Ymauville                    | 423                      | 6,29       | 67               | 76317      | 76110        |
| Houquetot                               | 341                      | 4,09       | 83               | 76368      | 76110        |
| Manneville-la-Goupil                    | 1.045                    | 8,75       | 119              | 76408      | 76110        |
| Mentheville                             | 301                      | 3,08       | 98               | 76425      | 76110        |
| Saint-Maclou-la-Brière                  | 470                      | 4,96       | 95               | 76603      | 76110        |
| Saint-Sauveur-d’Émalleville             | 1.203                    | 7,48       | 161              | 76650      | 76110        |
| Sausseuzemare-en-Caux                   | 430                      | 3,88       | 111              | 76669      | 76110        |
| Tocqueville-les-Murs                    | 274                      | 3,47       | 79               | 76695      | 76110        |
| Vattetot-sous-Beaumont                  | 583                      | 6,94       | 84               | 76725      | 76110        |
| Virville                                | 343                      | 2,46       | 139              | 76747      | 76110        |
| Communauté de communes Campagne-de-Caux | 15.021                   | 145,27     | 103              | –          | –            |